# Metz Al
Il lago Mets Al (lett. Grande Al, in azero Böyük Alagöl) è uno specchio d'acqua di origine vulcanica che si trova  sull'altopiano del Karabakh ad oltre 2700 metri di altezza.
Per superficie è il secondo lago del Nagorno Karabakh.
Esso è alimentato da un breve corso d'acqua che scende dalle pendici del monte Alsar (3451 m, lett. Monte Al) e dal disgelo delle nevi. È un lago privo di emissari.
Attiguo ad esso vi è il Pokr Al (lett. Piccolo Al)